# Brežice

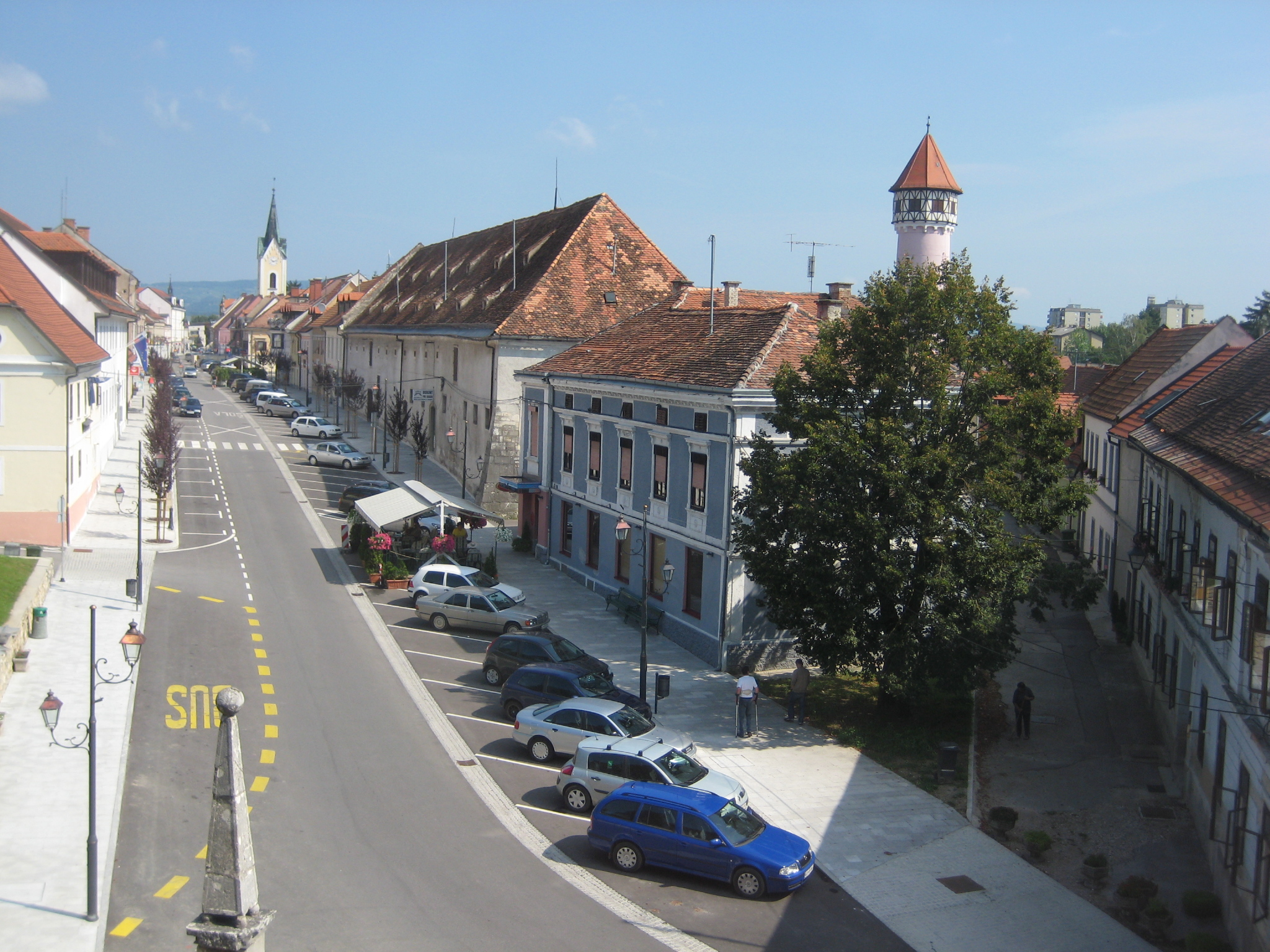
Gata i Brežice

Brežice är en ort och kommun i östra Slovenien, nära gränsen till Kroatien. Kommunen hade 24 417 invånare den 31 december 2023. Själva centralorten hade 7 000 invånare i slutet av 2023, på en yta av 8,9 kvadratkilometer. En av stadens sevärdheter är dess borg.
Željko Ražnatović känd som Arkan föddes i Brežice.